# Instytut życia konsekrowanego
Instytut życia konsekrowanego – zgodnie z prawem kanonicznym – jedna z form życia zakonnego widoczna w Kościele katolickim.
W ustawie z 17 maja 1989 r. o stosunku państwa do Kościoła katolickiego w Rzeczypospolitej Polskiej są w skrócie określane mianem zakonów.

## Na gruncieprawa kanonicznegowyróżnia się
- instytuty (zgromadzenia) zakonne,
- instytuty świeckie,
- stowarzyszenia życia apostolskiego.